# 페트로바라딘

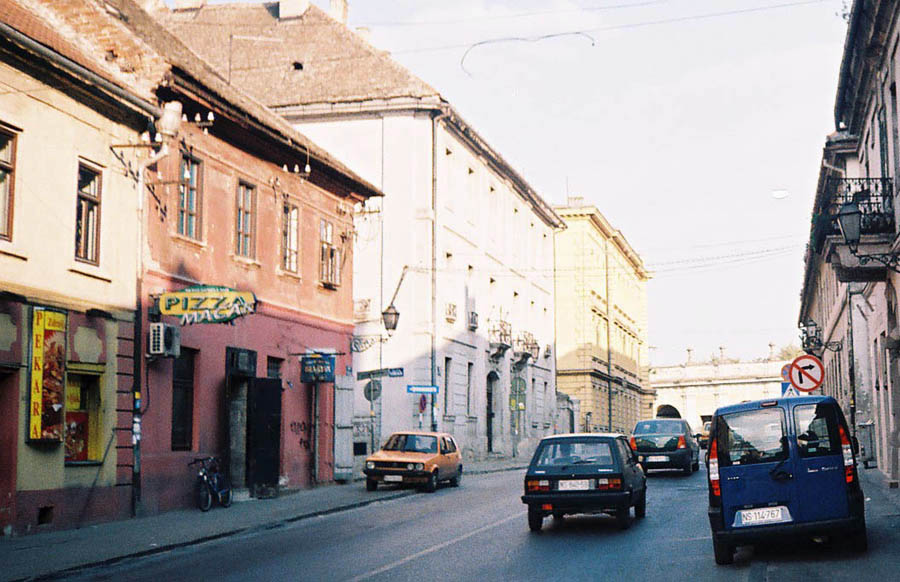
페트로바라딘 시가지

페트로바라딘(세르비아어: Петроварадин, Petrovaradin, 헝가리어: Pétervárad 페테르바러드[*], 독일어: Peterwaradein 페테르바라다인[*])은 세르비아 보이보디나 자치주의 주도이자 남바치카 구의 행정 중심지인 노비사드를 구성하는 지방 자치체 가운데 하나로 면적은 27.2km2, 도시 인구는 13,973명(2002년 기준), 지방 자치체 인구는 31,227명(2002년 기준)이다. 도나우강과 접한다.
도시 이름은 로마 제국 시대의 지명인 쿠숨(Cusum)에 페트로바라딘 요새가 건설되면서 붙여진 이름이다. "도나우 강의 지브롤터"라는 별칭으로 부르기도 한다.